# Psaume 39 (38)

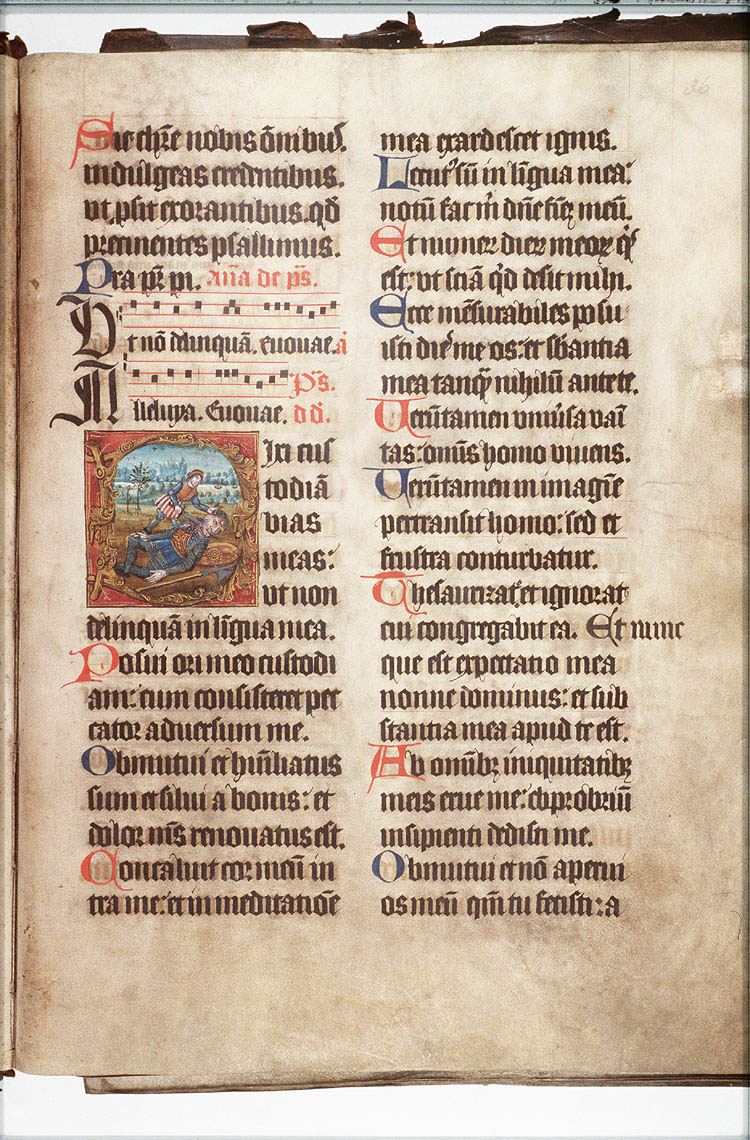
Le psaume 39 en latin dans un psautier franciscain du XVI, au monastère de Slavante, près de Maastricht.

Le psaume 39 (38 selon la numérotation grecque) est attribué à David. C’est une méditation du sage de la fragilité de l’homme devant Dieu qui se termine en une prière pour une vie paisible.

## Texte
N.B. S’il y a conflit de numérotation des versets entre l’hébreu et le latin, c’est l’original hébreu qui prévaut et la traduction française le suit. Par contre, le latin ne se plie pas à la numérotation affichée. Les numéros de versets s'appliquent au texte latin, mais la traduction est décalée par endroits.
| verset | original hébreu                                                                   | traduction française de Louis Segond | Vulgate latine |
| ------ | --------------------------------------------------------------------------------- | --- | --- |
| 1      | לַמְנַצֵּחַ לידיתון (לִידוּתוּן), מִזְמוֹר לְדָוִד                                               | [Au chef des chantres.] [À Jeduthun, Psaume de David.] | [in finem Idithun canticum David] |
| 2      | אָמַרְתִּי-- אֶשְׁמְרָה דְרָכַי, מֵחֲטוֹא בִלְשׁוֹנִי:אֶשְׁמְרָה לְפִי מַחְסוֹם-- בְּעֹד רָשָׁע לְנֶגְדִּי                  | Je disais : Je veillerai sur mes voies, de peur de pécher par ma langue ; je mettrai un frein à ma bouche, tant que le méchant sera devant moi.                       | Dixi custodiam vias meas ut non delinquam in lingua mea posui ori meo custodiam cum consisteret peccator adversum me                                                                               |
| 3      | נֶאֱלַמְתִּי דוּמִיָּה, הֶחֱשֵׁיתִי מִטּוֹב; וּכְאֵבִי נֶעְכָּר                                             | Je suis resté muet, dans le silence ; je me suis tu, quoique malheureux ; et ma douleur n’était pas moins vive.                                                       | Obmutui et humiliatus sum et silui a bonis et dolor meus renovatus est |
| 4      | חַם-לִבִּי, בְּקִרְבִּי--בַּהֲגִיגִי תִבְעַר-אֵשׁ; דִּבַּרְתִּי, בִּלְשׁוֹנִי                                      | Mon cœur brûlait au dedans de moi, un feu intérieur me consumait, et la parole est venue sur ma langue.                                                               | Concaluit cor meum intra me et in meditatione mea exardescet ignis |
| 5      | הוֹדִיעֵנִי יְהוָה, קִצִּי--וּמִדַּת יָמַי מַה-הִיא; אֵדְעָה, מֶה-חָדֵל אָנִי                              | Éternel ! dis-moi quel est le terme de ma vie, quelle est la mesure de mes jours ; que je sache combien je suis fragile.                                              | Locutus sum in lingua mea notum fac mihi Domine finem meum et numerum dierum meorum quis est ut sciam quid desit mihi                                                                              |
| 6      | הִנֵּה טְפָחוֹת, נָתַתָּה יָמַי-- וְחֶלְדִּי כְאַיִן נֶגְדֶּךָ;אַךְ כָּל-הֶבֶל כָּל-אָדָם, נִצָּב סֶלָה                   | Voici, tu as donné à mes jours la largeur de la main, et ma vie est comme un rien devant toi. Oui, tout homme debout n’est qu’un souffle. [Pause]                     | Ecce mensurabiles posuisti dies meos et substantia mea tamquam nihilum ante te verumtamen universa vanitas omnis homo vivens [diapsalma]                                                           |
| 7      | אַךְ-בְּצֶלֶם, יִתְהַלֶּךְ-אִישׁ-- אַךְ-הֶבֶל יֶהֱמָיוּן;יִצְבֹּר, וְלֹא-יֵדַע מִי-אֹסְפָם                          | Oui, l’homme se promène comme une ombre, il s’agite vainement ; il amasse, et il ne sait qui recueillera.                                                             | Verumtamen in imagine pertransit homo sed et frustra conturbatur thesaurizat et ignorat cui congregabit ea                                                                                         |
| 8      | וְעַתָּה מַה-קִּוִּיתִי אֲדֹנָי-- תּוֹחַלְתִּי, לְךָ הִיא                                               | Maintenant, Seigneur, que puis-je espérer ? En toi est mon espérance.                                                                                                 | Et nunc quae est expectatio mea nonne Dominus et substantia mea apud te est |
| 9      | מִכָּל-פְּשָׁעַי הַצִּילֵנִי; חֶרְפַּת נָבָל, אַל-תְּשִׂימֵנִי                                              | Délivre-moi de toutes mes transgressions ! Ne me rends pas l’opprobre de l’insensé !                                                                                  | Ab omnibus iniquitatibus meis erue me obprobrium insipienti dedisti me |
| 10     | נֶאֱלַמְתִּי, לֹא אֶפְתַּח-פִּי: כִּי אַתָּה עָשִׂיתָ                                                   | Je reste muet, je n’ouvre pas la bouche, car c’est toi qui agis. | Obmutui et ; non aperui os meum quoniam tu fecisti |
| 11     | הָסֵר מֵעָלַי נִגְעֶךָ; מִתִּגְרַת יָדְךָ, אֲנִי כָלִיתִי                                               | Détourne de moi tes coups ! Je succombe sous les attaques de ta main.                                                                                                 | Amove a me plagas tuas |
| 12     | בְּתוֹכָחוֹת עַל-עָו‍ֹן, יִסַּרְתָּ אִישׁ-- וַתֶּמֶס כָּעָשׁ חֲמוּדוֹ;אַךְ הֶבֶל כָּל-אָדָם סֶלָה                       | Tu châties l’homme en le punissant de son iniquité, tu détruis comme la teigne ce qu’il a de plus cher. Oui, tout homme est un souffle. [Pause]                       | A fortitudine manus tuae ego defeci in increpationibus propter iniquitatem corripuisti hominem et tabescere fecisti sicut araneam animam eius verumtamen vane conturbatur ; omnis homo [diapsalma] |
| 13     | שִׁמְעָה תְפִלָּתִי יְהוָה, וְשַׁוְעָתִי הַאֲזִינָה--אֶל-דִּמְעָתִי, אַל-תֶּחֱרַשׁ:כִּי גֵר אָנֹכִי עִמָּךְ; תּוֹשָׁב, כְּכָל-אֲבוֹתָי | Écoute ma prière, Éternel, et prête l’oreille à mes cris ! Ne sois pas insensible à mes larmes ! Car je suis un étranger chez toi, un habitant, comme tous mes pères. | Exaudi orationem meam Domine et deprecationem meam auribus percipe lacrimas meas ne sileas quoniam advena sum apud te et peregrinus sicut omnes patres mei                                         |
| 14     | הָשַׁע מִמֶּנִּי וְאַבְלִיגָה-- בְּטֶרֶם אֵלֵךְ וְאֵינֶנִּי                                                | Détourne de moi le regard, et laisse-moi respirer, avant que je m’en aille et que ne sois plus !                                                                      | Remitte mihi ut refrigerer priusquam abeam et amplius non ero |

## Usages liturgiques

### Dans le judaïsme
Le verset 8 du psaume 39 se trouve dans la amidah de Rosh Hashanah.

### Dans le christianisme

#### Chez les catholiques
Traditionnellement, ce psaume était récité ou chanté dans les monastères aux matines du lundi, selon la distribution de saint Benoît de Nursie établie vers 530,.
Au regard de la liturgie des Heures actuelle, le psaume 80 est chanté ou récité à l’office des lectures du mercredi de la deuxième semaine.

## En musique
Une partie du texte (versets 13 et 14) est utilisée dans le premier mouvement de la symphonie de Psaumes d'Igor Stravinsky.